# Alliance baptiste mondiale
L'Alliance baptiste mondiale  (anglais : Baptist World Alliance) est une association chrétienne évangélique internationale d'églises baptistes. Elle recenserait 51 000 000 de personnes en 2024. Son siège est à Falls Church, dans la région métropolitaine de Washington, en Virginie, aux États-Unis. Son dirigeant est le pasteur argentin Tomás Mackey.

## Histoire

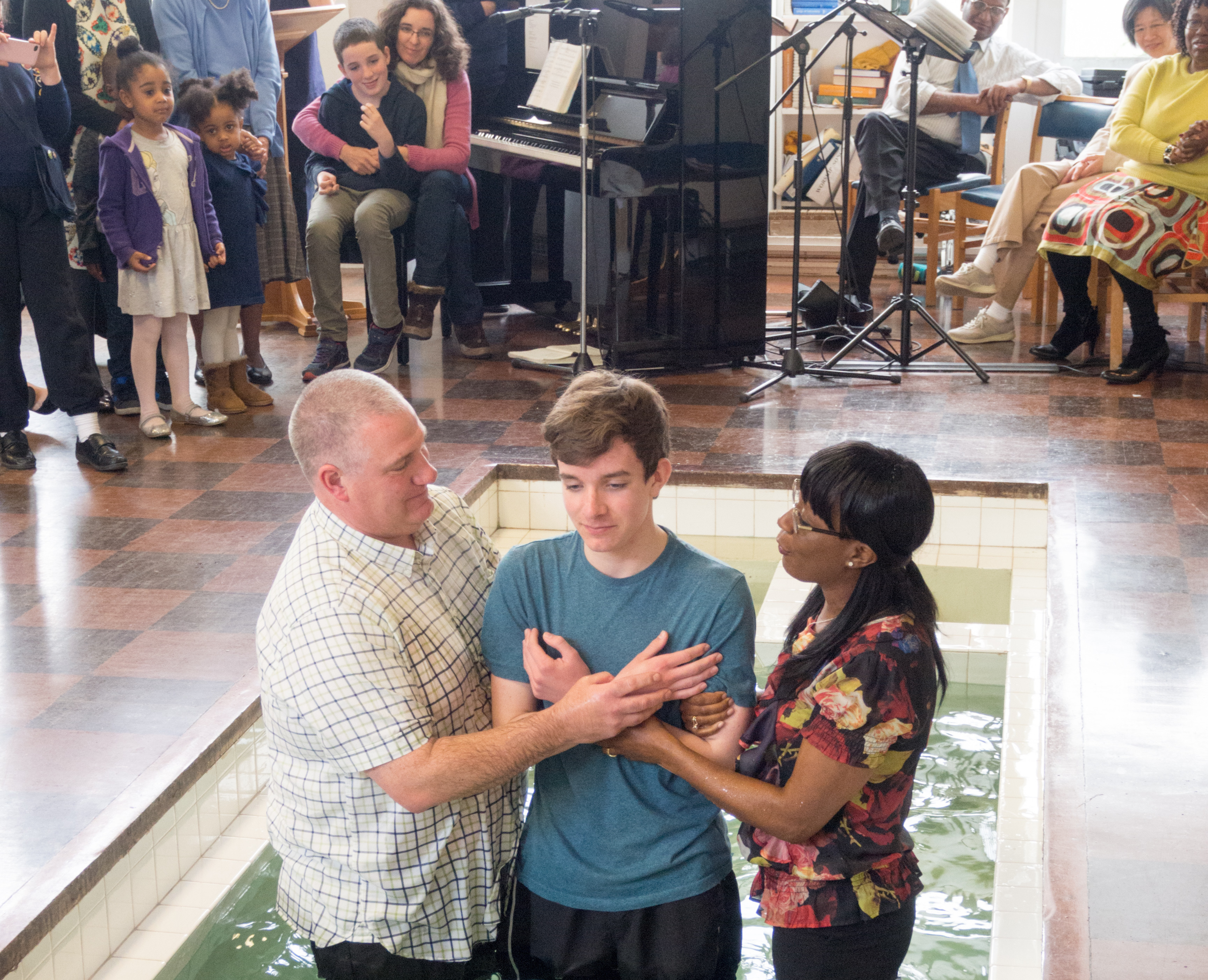
Baptême du croyant par immersion à l'Église baptiste de Northolt Park, dans le Grand Londres, Union baptiste de Grande-Bretagne.

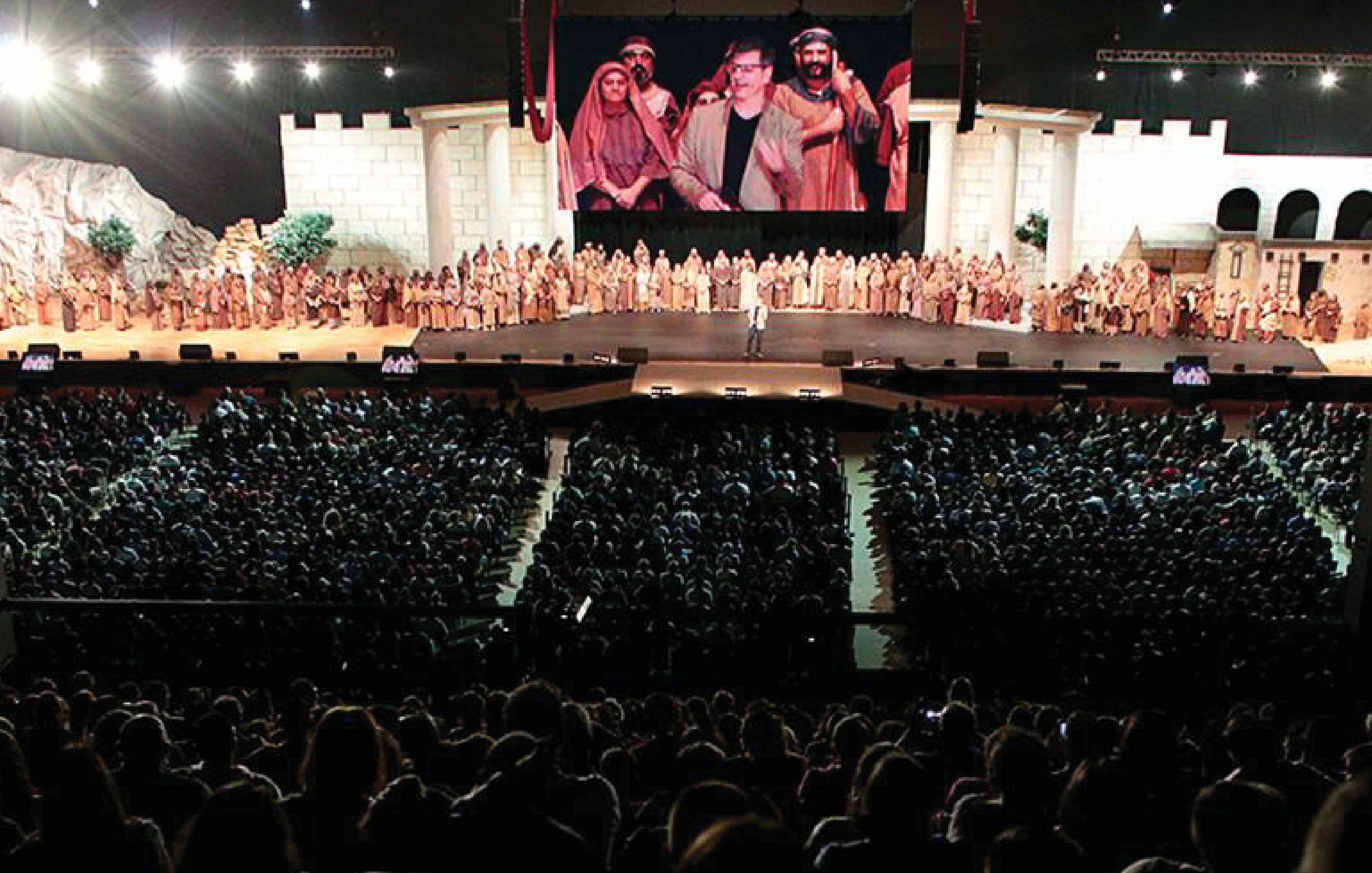
Spectacle sur la vie de Jésus à l’Église de la cité affiliée à la Convention baptiste brésilienne, à São José dos Campos, Brésil, 2017.

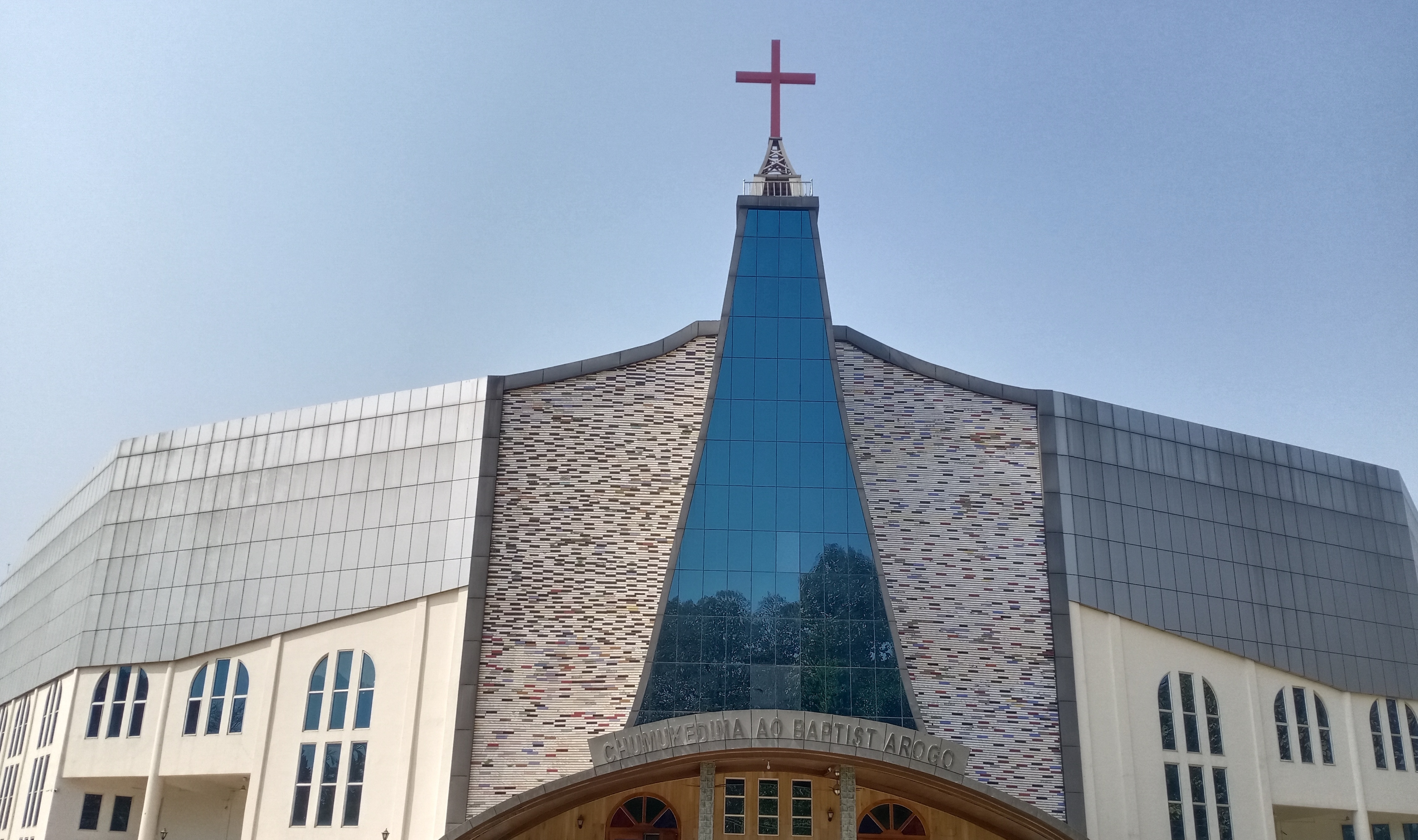
Bâtiment de l’Église baptiste Ao de Chumukedima, Kohima, affiliée au Conseil de l'église baptiste du Nagaland (Inde).

En 1904, John Newton Prestridge, rédacteur en chef du journal The Baptist Argus à Louisville (Kentucky) a invité les baptistes à un rassemblement mondial. John Howard Shakespeare, rédacteur en chef du The Baptist Times and Freeman à Londres, a soutenu la proposition. Cette même année, l’Union baptiste de Grande-Bretagne a envoyé des invitations à diverses associations baptistes dans le monde pour un congrès mondial en 1905,. Des représentants de 23 pays ont répondu à l'invitation et ont fondé l'Alliance baptiste mondiale en 1905 au Exeter Hall de Londres,,,.
En 1994, elle comptait 34 millions de membres.
En 2003, la Convention baptiste internationale, une association internationale d’églises anglophones, est devenue membre.
En 2020, le pasteur argentin Tomás Mackey a succédé au pasteur sud-africain Paul Msiza et est devenu président de l’Alliance.

## Statistiques
Selon un recensement de l'association publié en 2024, elle aurait 266 conventions baptistes membres dans 134 pays, 178,000 églises et 51,000,000 membres baptisés. Ces statistiques ne sont toutefois pas totalement représentatives, puisque certaines églises des États-Unis ont une double ou une triple affiliation baptiste nationale, ce qui fait qu’une église et ses membres sont comptés par plus d’une association baptiste ,.

## Croyances
L'Alliance a une confession de foi baptiste .

## Gouvernance
La gouvernance de l’Alliance est assurée par un secrétaire régional dans les 6 régions membres, soit la Fraternité baptiste nord-américaine, la Fraternité baptiste des Caraïbes, l’Union baptiste d'Amérique latine, la Fédération baptiste européenne, la Fédération baptiste Asie-Pacifique, la Fraternité baptiste de toute l'Afrique. Un conseil international avec un président est élu tous les cinq ans.

## Dialogues œcuméniques
L’Alliance baptiste mondiale participe à des dialogues  œcuméniques, notamment avec l'Église catholique romaine et le Conseil méthodiste mondial .

## Organisations affiliées

### Global Baptist Mission Network
Le Global Baptist Mission Network compte 23 organisations missionnaires membres ,.

### BWAid
BWAid soutient des projets d’aide humanitaire .

### BFAD
Le Forum BWA pour l’aide et le développement (BFAD) rassemble 30 agences humanitaires baptistes.

## Controverses
En 2004, la Convention baptiste du Sud des États-Unis l'a accusé d’avoir adopté une théologie libérale, en raison de son support de l’exercice du ministère pastoral des femmes et parce qu’une association membre, les Églises baptistes américaines USA avaient accepté une organisation qui comptait 2 églises favorables au mariage entre personnes de même sexe, et l’a quitté,,. Le Secrétaire Général de l’Alliance, Denton Lotz a répondu que l’Alliance n’était pas libérale, mais bien évangélique conservatrice, que les Églises baptistes américaines USA dans leur constitution croyaient uniquement au mariage entre un homme et une femme,. De plus, il a ajouté que l'Alliance n'était pas antiaméricaine, puisque ses visites à Fidel Castro à Cuba étaient justifiées par l’importation de Bibles et l’élargissement des libertés de croyance. En 2005, 2 associations d’États membres de la Convention baptiste du Sud, la Baptist General Association of Virginia et la Baptist General Convention of Texas ont demandé à être membre de l’Alliance afin de conserver une relation avec les autres nations et ont été admises.